# 乌埃代
乌埃代（法語：Houeydets）是法国上比利牛斯省的一个市镇，位于该省中东部偏北，属于塔布区。该市镇总面积7.53平方公里，2009年时的人口为232人。

## 人口
乌埃代人口变化图示